# 111 (응급 전화번호)
111은 응급 전화번호이다.
111번은 해마다 대략 870,000번 호출되며 2019년 111 서비스에 비해 긴급하지 않은 경찰 호출을 수용하기 위해 새로운 번호 105가 경찰에 의해 도입되었다.

## 사용 국가
- 뉴질랜드
- 대한민국 (오직 간첩신고, 관련기관은 대한민국 국가정보원)
- 스리랑카 (오직 소방)

## 같이 보기
- 응급 전화번호